# Lorenzo Barili
Lorenzo Barili (Ancona, 1º dicembre 1801 – Roma, 8 marzo 1875) è stato un cardinale italiano, nominato da Papa Pio IX.

## Biografia
Papa Pio IX lo elevò al rango di cardinale nel concistoro del 13 marzo 1868.
Morì a Roma l'8 marzo 1875 all'età di 73 anni.

## Genealogia episcopale e successione apostolica
La genealogia episcopale è:
- Cardinale Scipione Rebiba
- Cardinale Giulio Antonio Santori
- Cardinale Girolamo Bernerio, O.P.
- Arcivescovo Galeazzo Sanvitale
- Cardinale Ludovico Ludovisi
- Cardinale Luigi Caetani
- Cardinale Ulderico Carpegna
- Cardinale Paluzzo Paluzzi Altieri degli Albertoni
- Papa Benedetto XIII
- Papa Benedetto XIV
- Papa Clemente XIII
- Cardinale Marcantonio Colonna
- Cardinale Giacinto Sigismondo Gerdil, B.
- Cardinale Giulio Maria della Somaglia
- Cardinale Luigi Lambruschini, B.
- Cardinale Giovanni Brunelli
- Cardinale Lorenzo Barili

La successione apostolica è:
- Vescovo Vicente Benigno Carrión, O.F.M.Cap. (1858)
- Vescovo Pedro Lucas Asensio Poves (1858)
- Vescovo Diego Mariano Alguacil y Rodríguez (1859)
- Arcivescovo Manuel María Negueruela Mendi (1859)
- Arcivescovo Gregorio Melitón Martínez Santa Cruz (1862)
- Vescovo Primo Calvo y López (1862)
- Vescovo Pedro María Lagüera y Menezo (1862)
- Vescovo Félix María Arrieta y Llano, O.F.M.Cap. (1864)
- Vescovo Gregoria María López y Zaragoza (1864)
- Vescovo Jacinto Maria Nicolaus Martínez y Sáez, O.F.M.Cap. (1865)
- Arcivescovo Esteban José Pérez Fernández (1866)
- Vescovo José La Cuesta Maroto (1866)
- Vescovo Manuel Canuto Restrepo (1870)
- Vescovo Salvatore Luigi Zola, C.R.L. (1873)